# Mondeville 2
 (février 2021).
Le centre commercial régional Mondeville 2 est situé sur le territoire de la commune de Mondeville (Calvados). Il est le plus grand centre commercial de l'agglomération caennaise et le premier de Normandie. Il comprend 112 commerces. 

## Histoire
Lors de son ouverture, le 27 juin 1995, il comprenait l'un des plus gros hypermarchés Continent (12 000 m²), vitrine du groupe de distribution caennais Promodès qui y disposait de son siège social. Il offre alors 60 000 m2 de vente et 5 000 places de parking.
Mondeville 2 est issu du transfert d'un premier centre commercial ouvert à Mondeville le 11 février 1970, sous le nom de Supermonde. L'enseigne Continent n'ayant été créée qu'en 1972, l'hypermarché du groupe Promodès arborait alors la franchise Carrefour, enseigne qu'il a reprise en 1999 à la suite de la fusion Promodès-Carrefour.
En 1998, UGC y ouvre le premier multiplexe bas-normand. Il est doté de 2 500 sièges.

## Caractéristiques
Sur les 32 ha du site, la surface de vente est de 65 000 m2, dont 12 000 m2 pour l'hypermarché Carrefour. Il accueille également 112 magasins et restaurants ; 93 enseignes sont reliées par la galerie marchande, alors que les 19 autres sont autonomes. Le multiplexe UGC Ciné Cité de 12 salles a été conçu en 1998 par les architectes Denis Valode et Jean Pistre. Le site accueille 10 millions de visiteurs par an — 4.5 millions dans la galerie commerciale elle-même — ce qui fait une moyenne de 25 000 visiteurs par jour.

## Accès
L'accès en transport en commun s'effectue par les lignes 1 (Mondeville 2 Centre Commercial) et 21 (Mondeville 2 et Mondevillage) du réseau Twisto.
L'accès routier s'effectue par la D613 (route de Paris).